# Maastrichtien
Stratigraphie
Campanien Danien
Paléocène
Le Maastrichtien (appelé Maestrichtien jusqu'en 1980) est le 12e et dernier étage stratigraphique du Crétacé, entre 72,2 ± 0,2 et 66,0 Ma.
Il succède au Campanien et précède l'ère cénozoïque (Danien, premier étage du Paléogène).

## Stratotype
Le Maastrichtien a été défini par André Hubert Dumont en 1849, à partir des tuffeaux de Maastricht, aux Pays-Bas.
Le stratotype historique ne couvrant que la fin de l'étage (entre -68,2 et -65,5 Ma), la carrière de Tercis-les-Bains (Landes, France) constitue le stratotype de la limite Campanien-Maastrichtien.
À la cote 115,2, la base de cet étage est définie par douze critères biostratigraphiques dont l'apparition de l'ammonite Pachydiscus neubergicus mais pas de la bélemnite Belemnella lanceolata qui est absente en Téthys.
Son sommet correspond à l'événement connu sous le nom d'extinction du Crétacé (disparition entre autres, des ammonites et bélemnites). Il est souvent marqué par une couche d'argile noire enrichie en iridium.
L'un des fossiles les plus connus du Maastrichtien est le mosasaure, ou reptile de la Meuse, découvert par des ouvriers dans une carrière de la Montagne Saint-Pierre et étudié par Georges Cuvier.

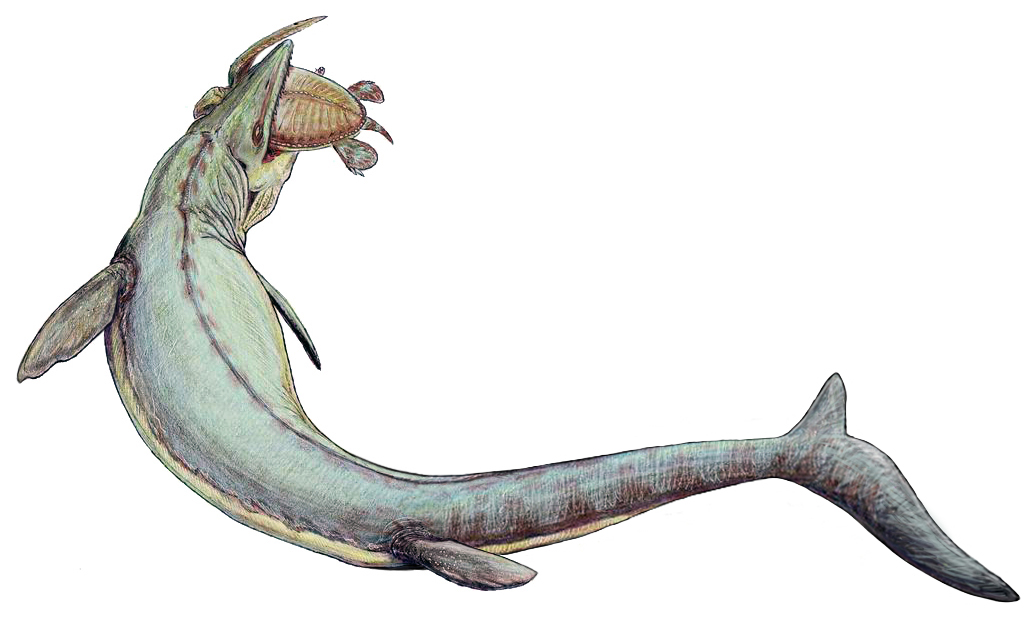
Restitution paléoartistique d'un mosasaure attaquant une jeune Archelon.
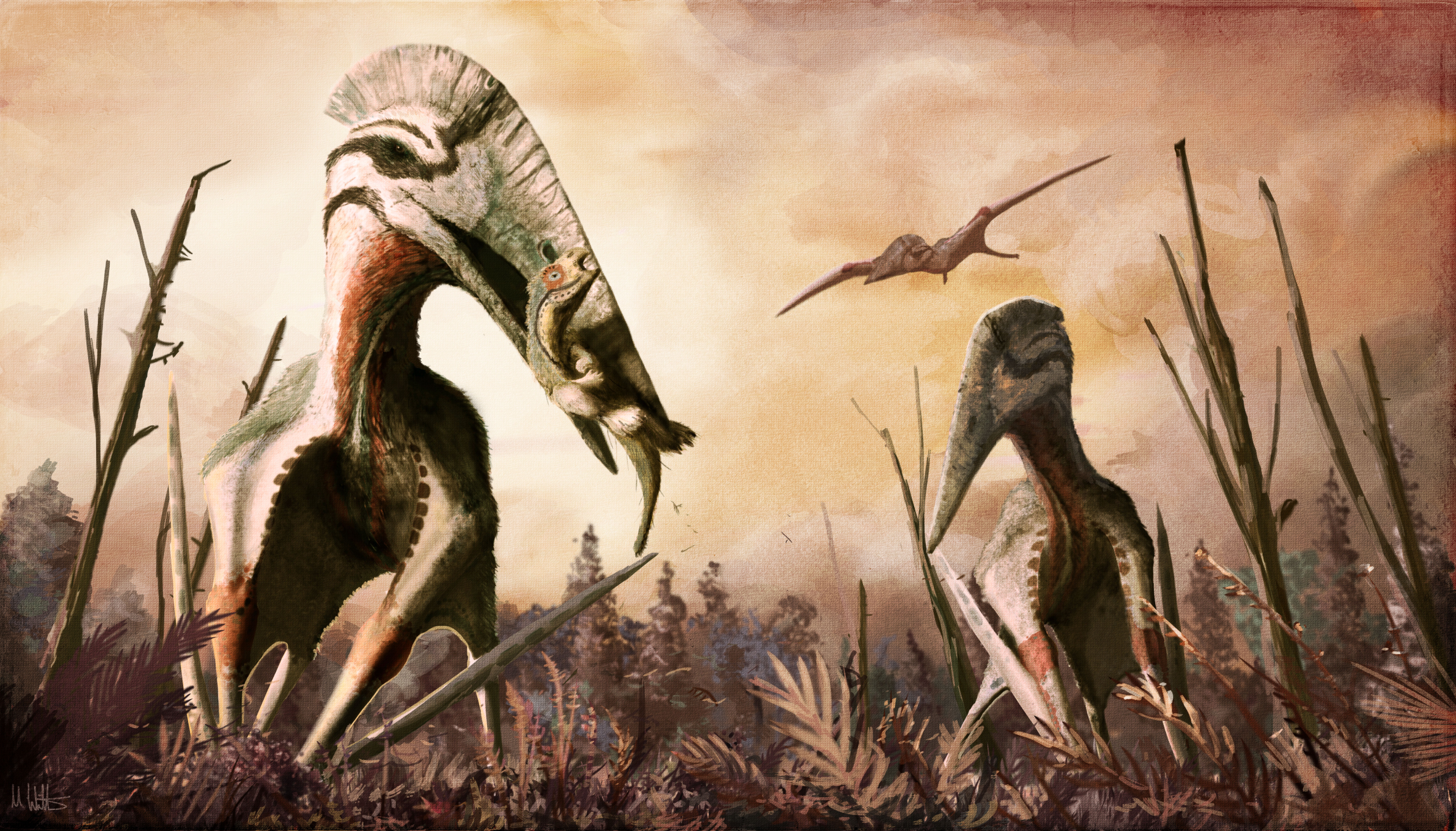
Restitution du ptérosaure Hatzegopteryx attaquant de jeunes iguanodontes nains du genre Zalmoxes.
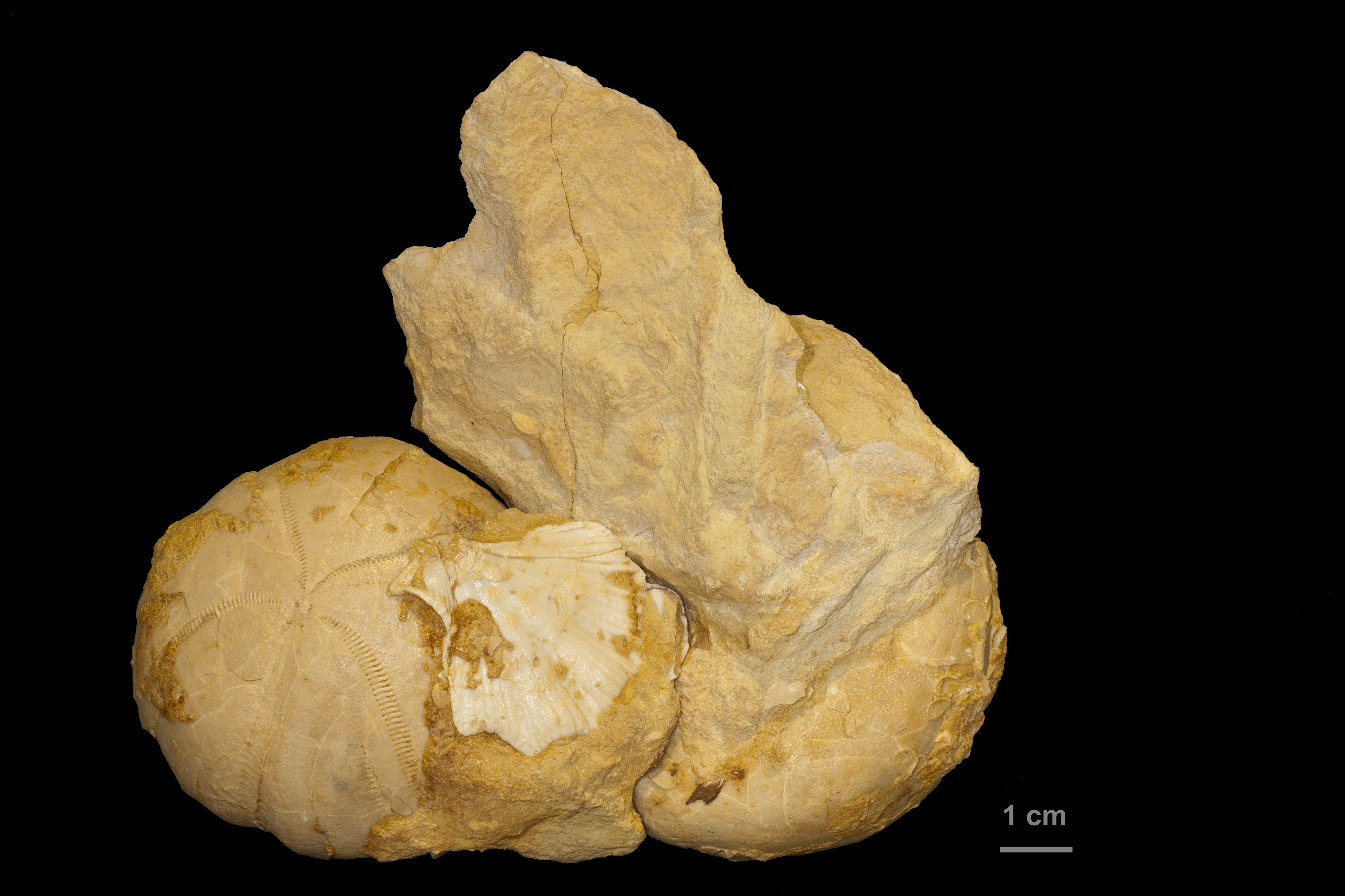
Hemipneustes leymeriei - Muséum de Toulouse.
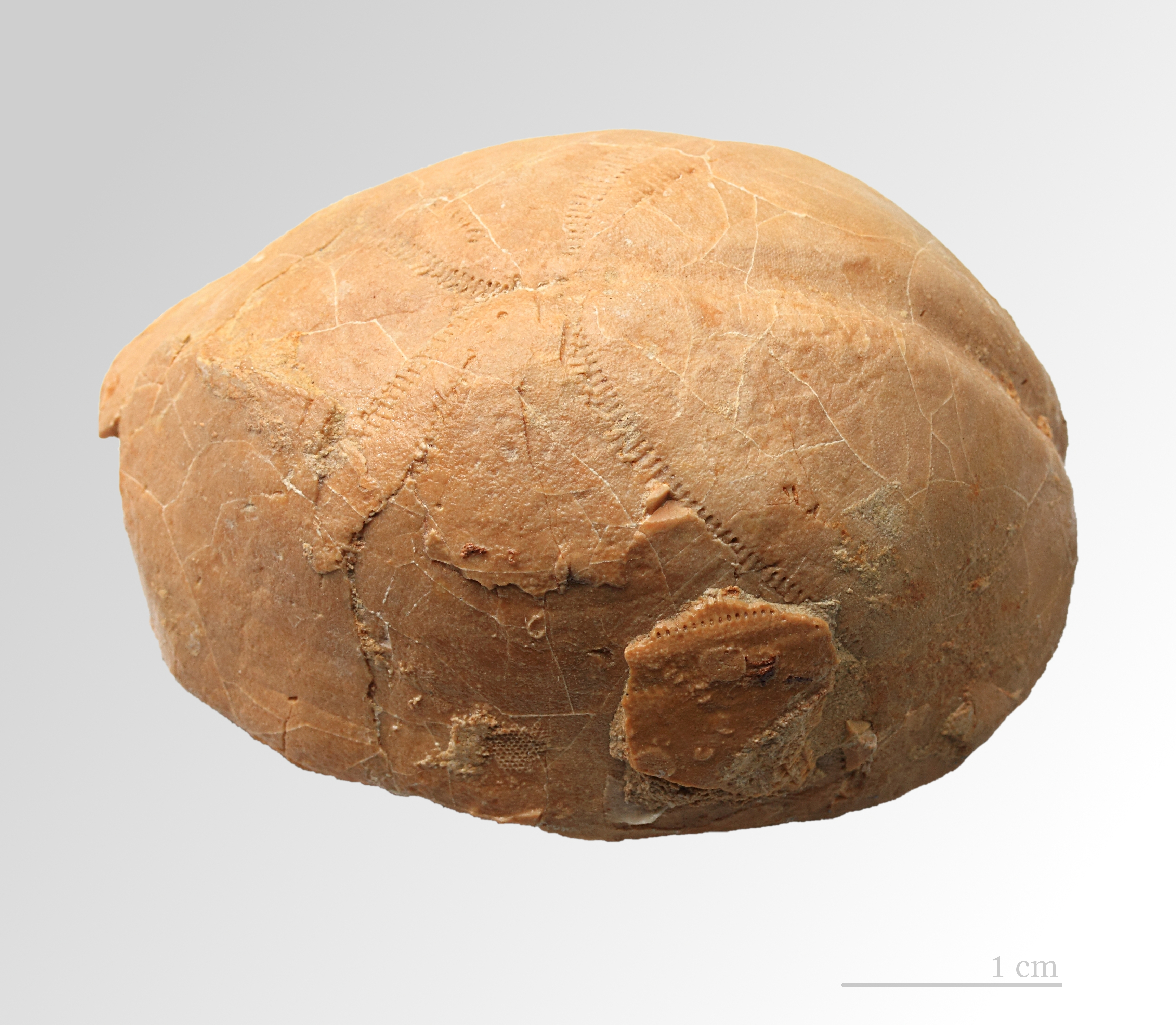
Hemipneustes pyrenaicus - Muséum de Toulouse.